# Ibrahim Hanibal
Ibrahim Petrovič Hanibal (rus. Ибрагим Петро́вич Ганниба́л) - ruski general i državnik, pradjed (po majci) pjesnika Aleksandra Puškina.

## Biografija
Pretpostavlja se da se Ibrahim (Abraham, rus. Абрам), sin vladajućeg kneza ("crnca" plemićkog podrijetla, prema zapisima njegovog mlađeg sina Petra) rodio 1688. (ili 1696.) u Africi. Tradicionalna verzija (koja dolazi od, Puškinu poznate, njemačke biografije Hanibala koju je sastavio njegov zet Rotkirch) je povezivala njegovu domovinu sa sjeverom Etiopije, vjerojatno iz etnolingvističke grupe etiopskih Židova ili amhara, međutim, istraživanja apsolventa Sorbone, beninskog slavista Dieudonnéa Gnammankoua (autora knjige Ibrahim Hanibal, koji je razvio ideju Nabokova) njegovom domovinom smatra granicu suvremenog Kameruna i Čada, gdje se nalazio sultanat Logon naroda Kotoko, nasljednikom civilizacije Sao. Kao osmogodišnjaka su ga oteli zajedno s bratom i dovezli u Carigrad, otkuda je 1705. Sava Raguzinski dovezao braću kao poklon Petru I., koji je volio svakojake rijetke stvari i kuriozitete, i koji je i ranije imao "arapine". Prema alternativnoj verziji (Blagoj, Tumijanc i dr.) Ibrahima je kupio Petar I. otprilike 1698. u Europi, te dovezao u Rusiju.
Dječaci su pokršteni u vilniuskoj crkvi Svete Petke (danas Pjatnickaja crkva), najvjerojatnije u drugoj polovini srpnja 1705. Kumovi su bili car Petar (koji mu je dao i patronim i prezime "Petrov") i kraljica Christiane Eberhardine von Brandenburg-Bayreuth, supruga kralja Augusta II. Ibrahim je dobio rusificirano ime Abram, a njegov brat ime Aleksej. O tome govori jedna od spomen-ploča na sadašnjem zdanju crkve. Tekst glasi:
U ovoj je crkvi Imperator Petar Veliki 1705. slušao blagodarenje za pobjedu nad trupama Karla XII., podario joj stijeg oduzet u toj pobjedi od Šveda i krstio u njoj Afrikanca Hanibala, djeda čuvenog pjesnika našega A.S. Puškina.
Istovremeno, neki istraživači ne podržavaju službenu verziju Hanibalovog krštenja, smatrajući da je Petar krstio dječaka otprilike 1698.
Ibrahimov brat, Aleksej Petrovič (nazvan, po svoj prilici, u čast carevića Alekseja Petroviča), nije imao uspješnu karijeru, služio je kao oboist u Preobraženskoj pukovniji, oženio se kmeticom prognanih kneževa Golicina i zadnji put se spominje krajem 1710-ih; u obitelji Hanibala sjećanje na njega se nije sačuvalo, te je o njegovu postojanju postalo poznato tek iz arhiva petrovskog razdoblja u 20. stoljeću.
Ibrahim Petrovič se "stalno" nalazio u blizini cara, spavao u njegovoj sobi, pratio ga na svim putovanjima. U dokumentima se triput spominje zajedno s dvorskom ludom Janom Lakostom, no od 1714. Petar I. mu povjerava različite zadatke, uključujući i tajne, postaje posilni i tajnik cara. Godine 1716. je otputovao s carem u inozemstvo. U to je vrijeme Ibrahim primao 100 rubalja godišnje. U Francuskoj je ostao na školovanju; provevši godinu i pol u školi za inženjere, pridružio se francuskoj vojsci, sudjelovao u španjolskom ratu (1718. – 1719.), bio ranjen u glavu i stekao čin kapetana. Vrativši se u Rusiju 1723., služio je u Preobraženskoj pukovniji kao inženjer-poručnik pješačke topničke satnije, čiji je kapetan bio sam car.
Nakon Petrove smrti Hanibal (ovo prezime je preferirao od kraja 1720-ih, u čast kartaškog vojskovođe Hanibala) se priključio grupi nezadovoljnih uzdizanjem kneza Aleksandra Menšikova, zbog čega je bio prognan u Sibir (1727.). Godine 1729. bilo je naređeno da mu se oduzmu dokumenti i drži u pritvoru u Tomsku, dajući mu mjesečno 10 rubalja. U siječnju 1730. dodijeljeni su mu čin majora i služba u Tobolskom garnizonu, a u rujnu je premješten kao kapetan u Inženjerijski korpus, gdje se nalazio do otpusta 1733.
Početkom 1731. Hanibal se oženio u Sankt Peterburgu Grkinjom Evdokijom Andrejevnom Dioper, te je uskoro bio poslan u Pärnu podučavati dočasnike matematici i tehničkom crtanju. Udavši se protiv svoje volje, Jevdokija Andrejevna je prevarila muža, zbog čega ju je Ibrahim, po jednoj verziji, progonio i zlostavljao. Po drugoj verziji Hanibal je, vidjevši dijete - bjeloputu i svjetlokosu djevojčicu, optužio suprugu za nevjeru, nakon čega ga je ona pokušala otrovati uz pomoć dočasnika Šiškova. Stvar je došla do suda, te su Šiškova ubrzo proglasili krivim, nju uhitili i držali u zatvoru 11 godina u užasnim uvjetima. U međuvremenu se Hanibal u Pärnuu upoznao s Christinom Reginom Siöberg, rodom iz skandinavskih i njemačkih plemenitaških obitelji. 
S njom je imao djecu i oženio se njome 1736. dok mu je prva supruga još bila živa, podnijevši kao dokaz razvoda odluku suda o kazni za brakolomstvo. Godine 1743. Jevdokija je, puštena iz zatvora uz jamčevinu, opet zatrudnjela, nakon čega je podnijela molbu u konzistorij, u kojem je priznala nevjeru i sama molila za razvod. Međutim, parnica je završila tek 1753.; supruzi su se razveli, Jevdokiju poslali u Staroladožski manastir, a Hanibalu odredili epitimiju i novčanu kaznu, priznavši, međutim, drugi brak zakonitim i smatrajući krivim vojni sud koji je donio odluku o brakolomstvu bez da ga je prethodno razmotrio Sveti Sinod.
Stupivši 1740. opet na službu, Hanibal je napredovao s okrunjenjem Elizabete Petrovne. Godine 1742. bio je imenovan za revelskog zapovjednika i nagrađen imanjima: smatrao se "pravim kamerherom". Iste mu je godine Elizabeta darovala dvorsko zemljište u Voroneckom kotaru Pskovske provincije, gdje je Hanibal osnovao majur kasnije nazvan Petrovskoje. Godine 1745. Hanibala su zadužili da upravlja poslovima razgraničenja zemalja sa Švedskom. Vrativši se opet 1752. u Inženjerijski korpus, postao je upravitelj Inženjerijskog odsjeka Rusije, rukovodio jačanjem Tobolo-Išimske (Sibirske) linije, a također i u drugim gradovima (Kronštadt, Riga, Petrograd, i dr.). Godine 1755. upravljao je izgradnjom i održavanjem Kronštadtskog kanala, a već tada je osnovao bolnicu za radnike na kanalu i nešto kasnije školu za djecu radnika i majstora. 30. kolovoza 1760. nagrađen je ordenom svetog Aleksandra Nevskog. Došavši do čina general-anšefa, Hanibal je otpušten 1762., a preminuo je 1781.
Poznat je Hanibalov doprinos uzgoju krumpira u Rusiji. Već je Petar I. uzgajao krumpir u selu Strelna, nadajući se da će ga iskoristiti u ljekovite svrhe. 1760-ih Katarina II. je odlučila da se gomolj pokuša iskoristiti za vrijeme nestašice hrane, te je naredila Ibrahimu Hanibalu, kojem je bila poznata ta kultura, da se na svojem majuru počne baviti uzgojem krumpira. Tako je njegov majur Sujda postao prvo mjesto u Rusiji gdje su se pojavila, u početku mala, a zatim i velika polja koja su se uskoro premjestila i na susjedna imanja. Seljaci su ispočetka bili nepovjerljivi prema novoj kulturi, no krumpir je spašavao od gladi, te je nepovjerenje prema njemu ubrzo isčezlo.
Odnos Hanibala prema seljacima bio je neobičan za to vrijeme. Godine 1743., dajući dio sela Ragola u zakup profesoru Joachimu von Tirenu, napisao je ugovor prema čijim je paragrafima bilo zabranjeno tjelesno kažnjavanje seljaka i povećavanje dogovorenih normi tlake; ako bi von Tiren prekršio te zabrane, Hanibal je mogao razvrgnuti ugovor na sudu.
Prema legendi, Aleksandr Suvorov je bio zahvalan Hanibalu što je mogao odabrati vojnu karijeru jer je uvjerio njegova oca da mu popusti. Hanibal je bio prirodno nadaren i dokazao je da je natprosječno sposoban inženjer. Pisao je memoare na francuskom jeziku, ali ih je uništio.
Imao je jedanaestoro djece, no odraslu dob su dostigla četiri sina (Ivan, Petar, Osip, Isaak) i tri kćeri (Elizabeta, Anna, Sofja); sin Ivan Abramovič Gannibal Ivan je sudjelovao u morskoj ekspediciji, zauzeo Navarin, istaknuo se u bitci ruske i turske flote kod Česme, na ukaz Katarine II. je rukovodio izgradnjom grada Hersona (1779.), a umro je kao general-anšef 1801. Kći drugog Hanibalovog sina, Osipa, bila je majka Aleksandra Puškina, koji o svojem pradjedu govori u pjesmama: Jurjevu, Jazikovu i Moja rodoslovna.
Ibrahimovih je potomaka i među engleskim aristokratima: Natalia Grosvenor, vojvotkinja Westminstera i njena sestra, Alexandra Hamilton, vojvotkinja Abercorna. George Mountbatten, 4. markiz Milford Havena, rođak kraljice Elizabete II., također je njegovim izravnim potomkom, kao unuk Nadejda Mountbatten, markiza Milford Havena.

## Hannibal u književnosti i na filmu
- Arapin Petra Velikog A.S. Puškina (nedovršeni roman)
- Skaz pro to, kak car' Pjotr arapa ženil (film snimljen prema motivima Puškinovog nedovršenog romana)
- Son o Gannibale Davida Samojlova (poema o Hanibalovom životu u Pärnuu tridesetih godina 18. stoljeća)
- Nasljednik Lomonosova Mihaila Kazovskog (povijesna pripovijest iz 2011.)
- Ballada o Beringe i jego druzjah (film iz 1970.)

## Galerija
- Hanibalovo pismo carici Jelizaveti Petrovni.
- Komandantski dom u Tallinu, gdje je od 1742. do 1752. živio Hanibal.
- Spomen-ploča na komandantskom domu.
- Spomen-ploča na Pjatnickoj crkvi u Vilniusu.
- Hanibal razgovara s malim Aleksandrom Suvorovim.
- Blagoslov spomenika Hanibalu i Puškinu V. Nalivajke u Vilniusu.
- Hanibalov potpis.